# Moviment Educatiu del Maresme
El Moviment Educatiu del Maresme (MEM) és una associació pedagògica.
Amb seu al casal de barri de Les Esmandies, fou constituïda en assemblea el 25 de novembre de 1982, sorgida arran del col·lectiu de mestres organitzador de les primeres edicions de l'Escola d'Estiu del Maresme que organitzava anualment des de l'any 1980 a Mataró amb l'Ajuntament de Mataró, la comissió de pedagogia de la USTEC del Maresme i la Coordinadora de Grups d'Esplai. Forma part de la Federació de Moviments de Renovació Pedagògica de Catalunya en defensa de la qualitat de l'escola pública de Catalunya.